# Zesilovač

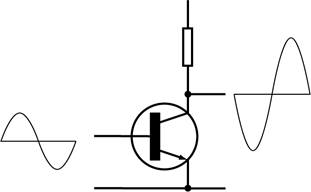
Jednoduchý zesilovač tvořený NPN tranzistorem. Amplituda výstupního napětí (vpravo, kolektor-emitor) je větší než amplituda vstupního napětí (vlevo, báze-emitor). (Navíc je výstupní signál "překlopený".)

Zesilovač je elektronické zařízení, které je schopno transformací elektrické energie z vnějšího napájecího zdroje měnit parametry vstupního signálu. Z hlediska elektroniky bývá považován za aktivní dvojbran (nelineární), který je tvořen zesilovacím prvkem a pomocnými obvody zajišťující nastavení a stabilizaci pracovního bodu.
Obvykle zesilovač slouží především k zesílení amplitudy signálu, nebo jeho úrovně (u stejnosměrných zesilovačů), na požadovanou hodnotu. Používá se ale i v zapojeních, kde je potřeba změnit tvar signálu a jiných.

## Rozdělení zesilovačů
Zesilovače můžeme dělit podle konstrukce, zesilovacího média, podle velikosti budícího signálu, podle typu budícího signálu nebo například podle třídy zapojení. Obvykle udávanými parametry jsou u nich zisk, šířka zesilovaného pásma a zkreslení.
Často bývá v zařízeních použita kombinace zesilovačů, které signál upravují postupně – nejprve je zesílen předzesilovačem, potom zesilovačem (který by ale s nepředzesíleným signálem nebyl schopen pracovat), a nakonec výkonovým zesilovačem.

### Podle rozkmitu budicího signálu
- malý rozkmit (změny obvodových veličin jsou tak malé, že je můžeme zanedbávat)
- velký rozkmit (změny obvodových veličin jsou tak velké, že je nelze zanedbat)

### Podle použitých aktivních součástek
- elektronkové zesilovače
- tranzistorové zesilovače
- zesilovače s integrovanými obvody
- zesilovače s jinými součástkami (výbojky, relé, optoelektrické prvky … )

### Podle druhu a kmitočtu vstupního signálu
- nízkofrekvenční (20 Hz - 20 kHz. Použití v elektroakustických zařízeních)
- vysokofrekvenční (20 kHz a výše. K bezdrátovému přenosu zpráv )
- impulzové (Používá se tam, kde se pracuje s impulzy …. Televizní technika, PC, radiolokace)
- stejnosměrné (podstatná součást měřicích a regulačních zařízení, analogových počítačů atp.)
- mikrovlnné (řádově GHz)
- operační zesilovač

### Podle velikosti vstupního (budícího) signálu
- předzesilovače - zesilují signály malé úrovně
- výkonové zesilovače – zesilují signály z předzesilovačů na požadovaný výkon

### Podle počtu stupňů
- jednostupňové
- vícestupňové

### Podle šířky přenášeného (zesilovaného) kmitočtového pásma
- úzkopásmové
- širokopásmové

### Podle vazby mezi zesilovacími stupni
- s vazbou RC (kapacitní vazba) – patří mezi nejpoužívanější vazby
- s transformátorovou vazbou
- s přímou vazbou

### Podle polohy klidového pracovního bodu

#### Třída A
V zesilovači třídy A pracují výstupní tranzistory (nebo elektronky) v lineární části své charakteristiky. To znamená, že vedou částečně, proto má zesilovač třídy A vysokou linearitu (malé zkreslení), ale velmi malou účinnost.

#### Třída B
U zesilovačů, pracujících ve třídě B, vedou výstupní tranzistory jen v jedné půlvlně vstupního signálu. K zesílení obou půlvln jsou nutné dva prvky, z nichž jeden zpracovává kladné výstupní úrovně a druhý záporné. Třída B vykazuje ve srovnání s třídou A mnohem větší účinnost, trpí však velkým přechodovým zkreslením v oblasti, kde výstupní signál prochází nulou. (Ve skutečnosti v reálném zesilovači při velmi malých signálech budou pracovat v obou půlvlnách oba tranzistory, protože klidový proud v praxi nemůže být nulový.)

#### Třída AB
Kompromisem mezi třídami A a B je třída AB, kterou charakterizuje větší účinnost (ve srovnání s třídou A) a menší zkreslení (srovnáme-li s třídou B). Za vše může jednoduchý posun pracovního bodu obou tranzistorů tak, aby vedly i v oblasti minimálních amplitud, kde zesilovač třídy B vykazuje nepříjemné nelinearity. V praxi to znamená aktivitu obou tranzistorů i v případě malých signálů (třída A). Při větších amplitudách je jeden z tranzistorů po část periody zcela uzavřen.

#### Třída C
Pro nízkofrekvenční zapojení nemá význam, zato ve VF technice se dobře uplatní pro vysílače AM a FM. Tranzistor není otevřen ani polovinu periody vstupního signálu (předpětí báze). Pracovní bod C se pohybuje v aktivní oblasti po mnohem kratší dobu než je 180° a nachází se na „prodloužené“ převodní charakteristice. Vzniklé zkreslení není překážkou, jestliže je v kolektoru VF rezonanční obvod. Zesilovač vyžaduje větší budicí signál, ale zároveň pracuje s nejvyšší účinností.

#### Třída D
Zesilovače třídy D pracují v pulsním režimu podobně jako spínané napájecí zdroje – velmi rychle (s kmitočtem mnohonásobně vyšším než je maximální přenášený kmitočet) přepínají výstup mezi maximálním a nulovým napětím. Běžný reproduktor nestačí sledovat rychlé změny, takže okamžitá výchylka membrány závisí na poměru dob vypnutí a zapnutí. Obvykle se nespoléhá na vlastnosti reproduktoru, ale je použita dolní propust, která složky s vysokými kmitočty odfiltruje. Spínaný signál pro koncový stupeň se získá pomocí pulzně šířkové modulace nebo delta modulace. Hlavní výhodou celé konstrukce je účinnost, která často přesáhne i 90 %, protože výstupní tranzistory jsou během své činnosti buď zcela sepnuty nebo úplně nevodivé. Tímto způsobem se vyloučí situace, kdy tranzistor vede částečně, kdy při poměrně velkém proudu na něm vzniká velký úbytek napětí, takže se velké množství energie musí proměnit na teplo. Moderní zesilovače třídy D poskytují stejně věrnou reprodukci jako zesilovače třídy AB.

#### Třída G
Třída G se velmi podobá zesilovacím strukturám třídy AB, snad jen s tím rozdílem, že s radostí využije dvě nebo i více napájecích hladin. Pokud potřebujeme zpracovat malé signálové úrovně, zesilovač zvolí nižší napájení. Porostou‑li amplitudy, pomůže si celá struktura vyšší hladinou napájecího napětí. Zesilovače třídy G tak mohou ve srovnání s třídou AB mít větší účinnost, protože maximální velikost napájecího napětí využijí jen v případě skutečné potřeby, zatímco zesilovače třídy AB poběží z plného napájení neustále.

#### Třída H
Zesilovače třídy H regulují své napájecí napětí s cílem minimalizovat napěťové úbytky na koncovém stupni. Praktické provedení pak zahrnuje větší počet diskrétních úrovní nebo dokonce plynule nastavitelnou velikost napájecího napětí. Ačkoli se na první pohled může velmi podobat způsobu, kterým snižuje výkonové ztráty třída G, nebudeme v případě třídy H nutně vyžadovat více napájecích zdrojů. Tento přístup je při obecném srovnání s jinými návrhy komplexnější, protože vyžaduje speciální struktury, kterými zajistí předvídatelnost změn i následné řízení napájení.

### Podle zapojení tranzistorů
- se společným emitorem – SE
- se společnou bází – SB
- se společným kolektorem – SC

### Podle zaměření
- kytarové zesilovače